# Kadji Sport Academies
Pour les articles homonymes, voir KSA.
Maillots
La Kadji Sport Academies est un centre de formation sportive et de remise en forme doté d'un club camerounais de football basé dans la banlieue ouest de Douala, fondé par l'industriel Joseph Kadji Defosso et évoluant actuellement en deuxième division du championnat camerounais.

## Infrastructures
Cette académie de sport possède un complexe sportif sur près de 40 hectares comprenant 7 terrains de Football, 12 courts de Tennis, 2 terrains de Basket, 1 terrain de Handball, 1 terrain de Volley, 1 piscine semi-olympique, un Gymnase avec parquet, 1 salle de musculation, 1 centre de Thallassothérapie, 1 collège avec internat, et bien plus encore.

## Anciens joueurs
- Modeste M'Bami
- Samuel Eto'o
- Éric Djemba Djemba
- Stéphane Mbia
- Oyié Flavié
- Benjamin Moukandjo Bilé
- Aurélien Chedjou
- Idriss Carlos Kameni
- Georges Mandjeck
- Nicolas N'Koulou
- Charlie Penda
- Privas Tchamda Tchasseu
- Dzon Delarge
- Manick Tchoua
- Uriel Samuel Ebelle Ngoubo